# Unzen
Unzen (雲仙市?) è una città giapponese della prefettura di Nagasaki.
La città è stata istituita l'11 ottobre 2005 dall'unione delle preesistenti entità di Aino, Azuma, Chidiwa, Kunimi, Minamikushiyama, Mizuho e Obama, tutte appartenenti al Distretto di Minamitakaki poi soppresso.